# مرزبان پسر جستان
مرزبان بن جستان، یکی از معروف‌ترین و قوی‌ترین پادشاهان جستانیان است که توانست برای مدتی حکمرانی بکند.
اولین پادشاهی که از جستانیان معروف است مرزبان پسر جستان که در زمان خلیفه هارون الرشید است. پناه بردن یحیی بن عبدالله به کوهستان دیلم و داستان او که در زمان مرزبان یا زمان پدرش جستان بوده است.